# 阿萊克斯·布萊克
阿萊克斯·布萊克（英語：Alex Black；1989年4月20日—）是一位美國演員，出生在加利福尼亞州紅木城。除了電影和電視作品之外，他也出演廣告。他的哥哥托尼·布萊克也是一位演員。

## 外部連結
- 阿萊克斯·布萊克在互联网电影资料库（IMDb）上的資料（英文）